# Antonio Esplugas
Antonio Esplugas (en catalan : Antoni Esplugas), né à Barcelone le 26 avril 1852 et mort dans la même ville le 25 mars 1929, est un photographe catalan de nationalité espagnole, actif à Barcelone.

## Biographie

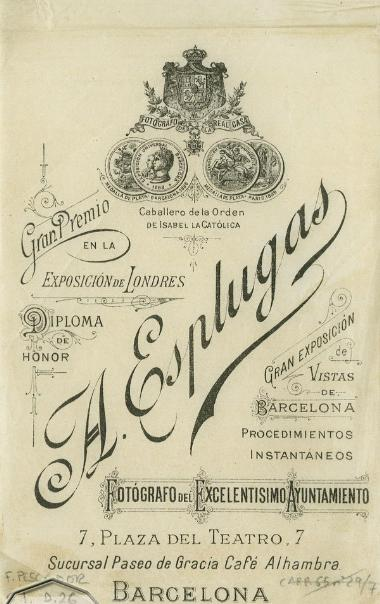
Dos d'une photographie au format portrait carte-de-visite d'Antonio Esplugas.

Antonio Esplugas y Puig est le fils du peintre et professeur de dessin Antonio Esplugas y Gual et de son épouse Mariana Puig y Batlle, originaire de Vilanova. Il étudie le dessin et la peinture, avant de se tourner vers la photographie après son mariage avec Rosa Generes. 
En 1876, il ouvre un studio photographique à Barcelone sur la Plaza del Teatro, avec son frère José. En 1881, il reçoit la croix de l'ordre d'Isabelle la Catholique pour avoir pu obtenir un instantané photographique en un quart de seconde et publie l'ouvrage España artística y monumental. Il réalise en 1882 le portrait de la famille royale et reçoit le titre de photographe de la maison royale.
En 1888, Antonio Esplugas est nommé conjointement avec Pau Audouard photographe officiel pour l'Exposition universelle de Barcelone : Audouard est chargé des photographies d'architecture (construction et montage des pavillons) et des événements et détient l'exclusivité de la vente des reproductions ; Esplugas est chargé de photographier les personnes et les groupes présents à l'exposition et obtient l'exclusivité pour photographier les personnes montant à bord du ballon captif qui y était installé : il réalise ainsi des photographies aériennes de Barcelone, pour lesquelles il reçoit la médaille d'argent de l'exposition.
Son œuvre photographique est récompensée par plusieurs prix et décorations : un diplôme honorifique à l'exposition de Londres de 1887, des médailles d'argent à l'exposition universelle de Barcelone en 1888, à celle Paris en 1889 ; il est nommé photographe de la maison royale et chevalier de l'ordre d'Isabelle la Catholique. Il agrandit son studio de photographie, l'installe sur le Paseo de Gracia, centre des entreprises photographiques de Barcelone, et salarie treize employés ; son entreprise, avec celle de Pau Audouard et la Compañía fotográfica Napoleón, est l'une des plus importantes de Catalogne.
En 1894, il publie l'ouvrage Galería de Catalans illustres, avec des textes de J. Narciso Roca i Ferreras et ses propres photographies des tableaux de la galerie des personnalités de Barcelone que la Mairie de Barcelone (Ajuntament de Barcelona) avait fait placer depuis 1871 à l'hôtel de ville, sur la place Sant Jaume, dans le Saló de Cent.
Esplugas réalise un important ensemble de photographies d'artistes de son époque : chanteurs, danseurs, toréadors, pelotaris..., qu'il commercialise sous forme de cartes de visite et de cartes postales. Il pratique également une photographie plus personnelle, qui le distingue de la plupart des photographes de son époque : le nu féminin,.
En 1929, malade de la grippe à l'âge de 76 ans, il s'installe chez sa fille Rosa, veuve, au no  63 de la rue Ballester où il meurt le 25 mars.

## Collections
L'essentiel du fonds photographique d'Esplugas est conservé par les Archives nationales de Catalogne. Le Centre de Documentació i Museu de les Arts Escèniques à Barcelone conserve un ensemble de 530 photographies d'Esplugas consacrées au monde théâtral.

## Expositions
- 15 - 30 avril 1998 : El nu femení : fotografía d'Antoni Esplugas, Archives nationales de Catalogne, Sant Cugat del Vallès[6]

puis 6 - 30 mai 1998 : Palau Marc, Barcelone.
- février - avril 1990 : Registres fotografies d'Audouard i A. Esplugas, Sala Arcs, Fondation La Caixa, Barcelone[10].

## Galerie

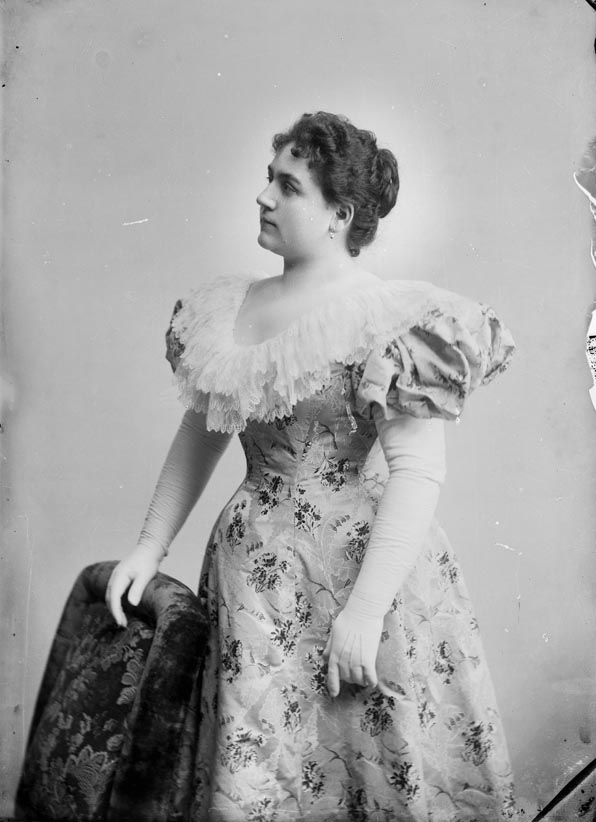
La mezzo-soprano italienne Armida Parsi-Pettinella, décembre 1890.
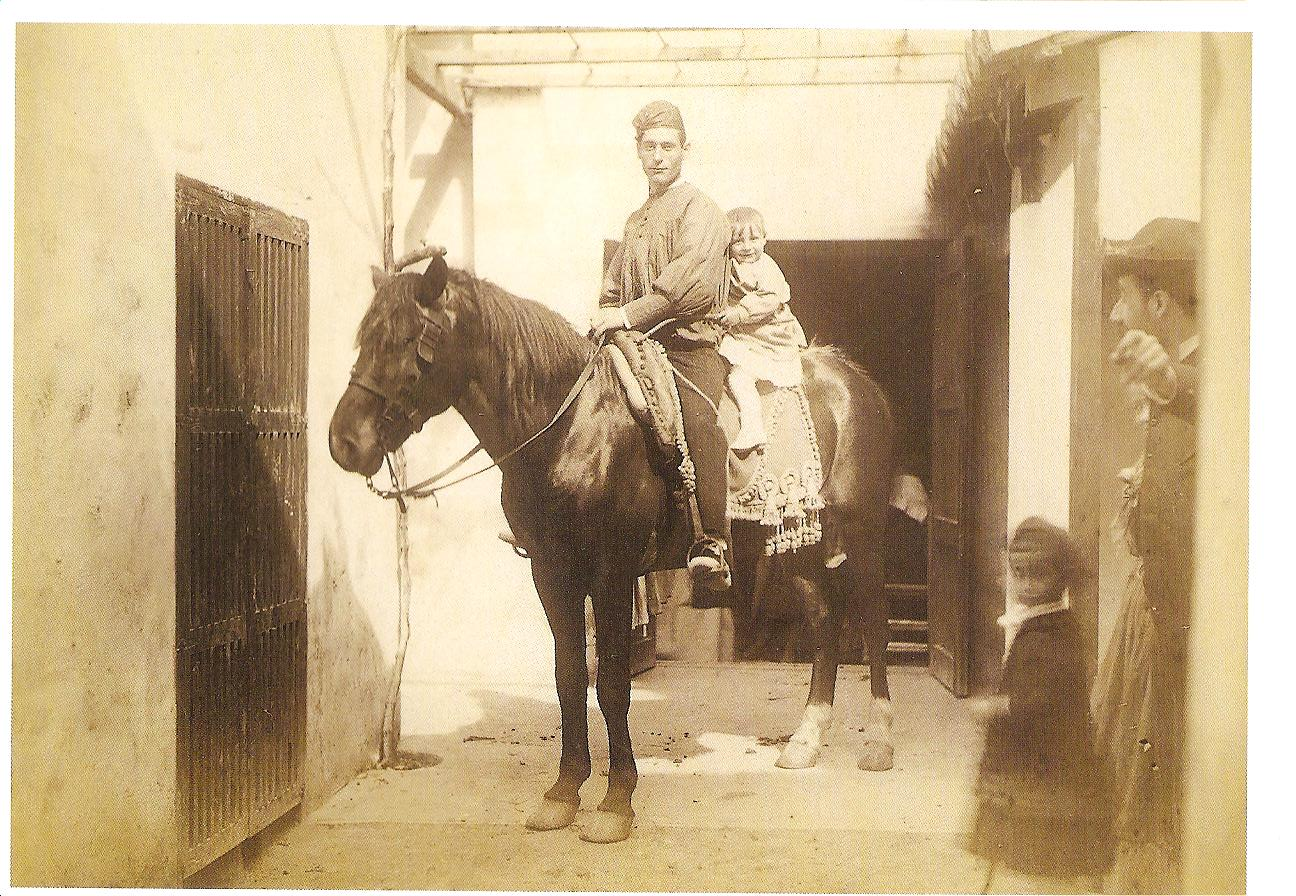
Scène de type costumbrismo, photographie à l'albumine sur papier, 1890.
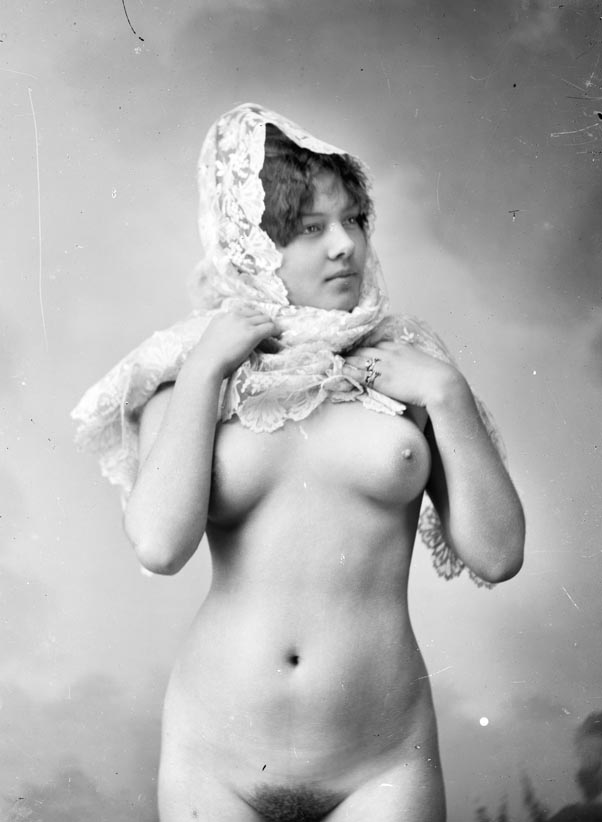
Nu, 1880-1890.
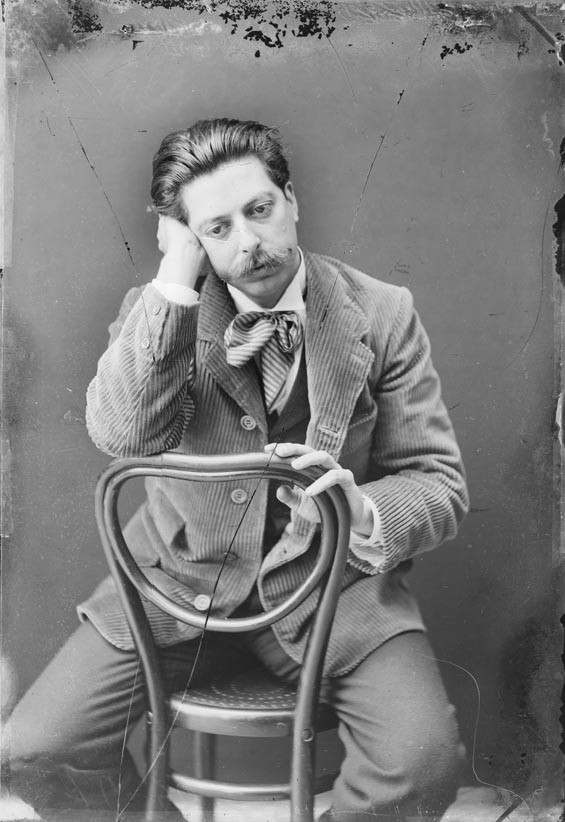
Le musicien Enrique Granados, 1890-1900.
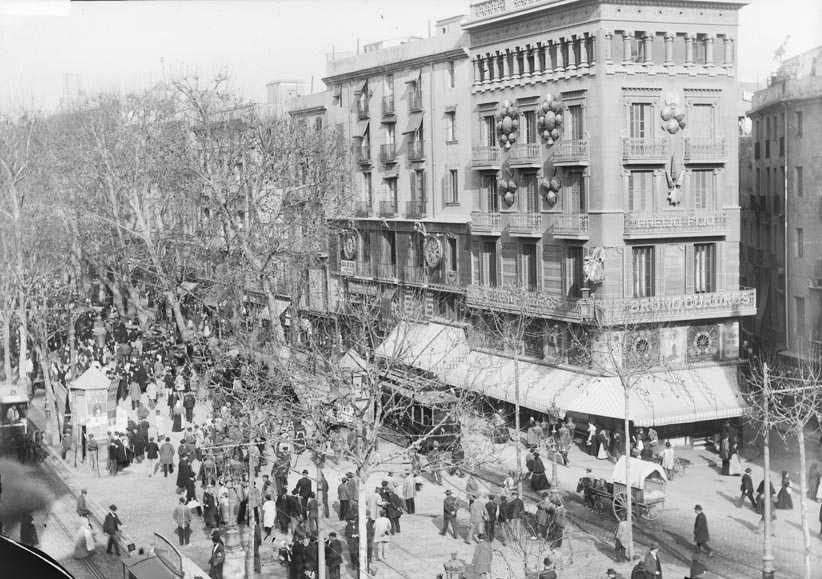
La Rambla à Barcelone, à hauteur de la place de la Boqueria, 1899.
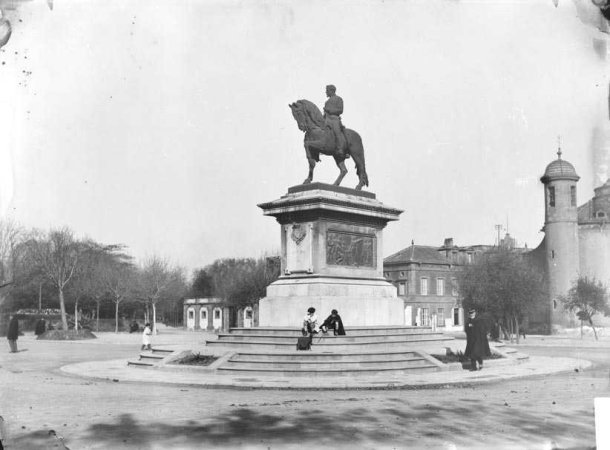
Momument de Juan Prim à Barcelon, 1899-1900.
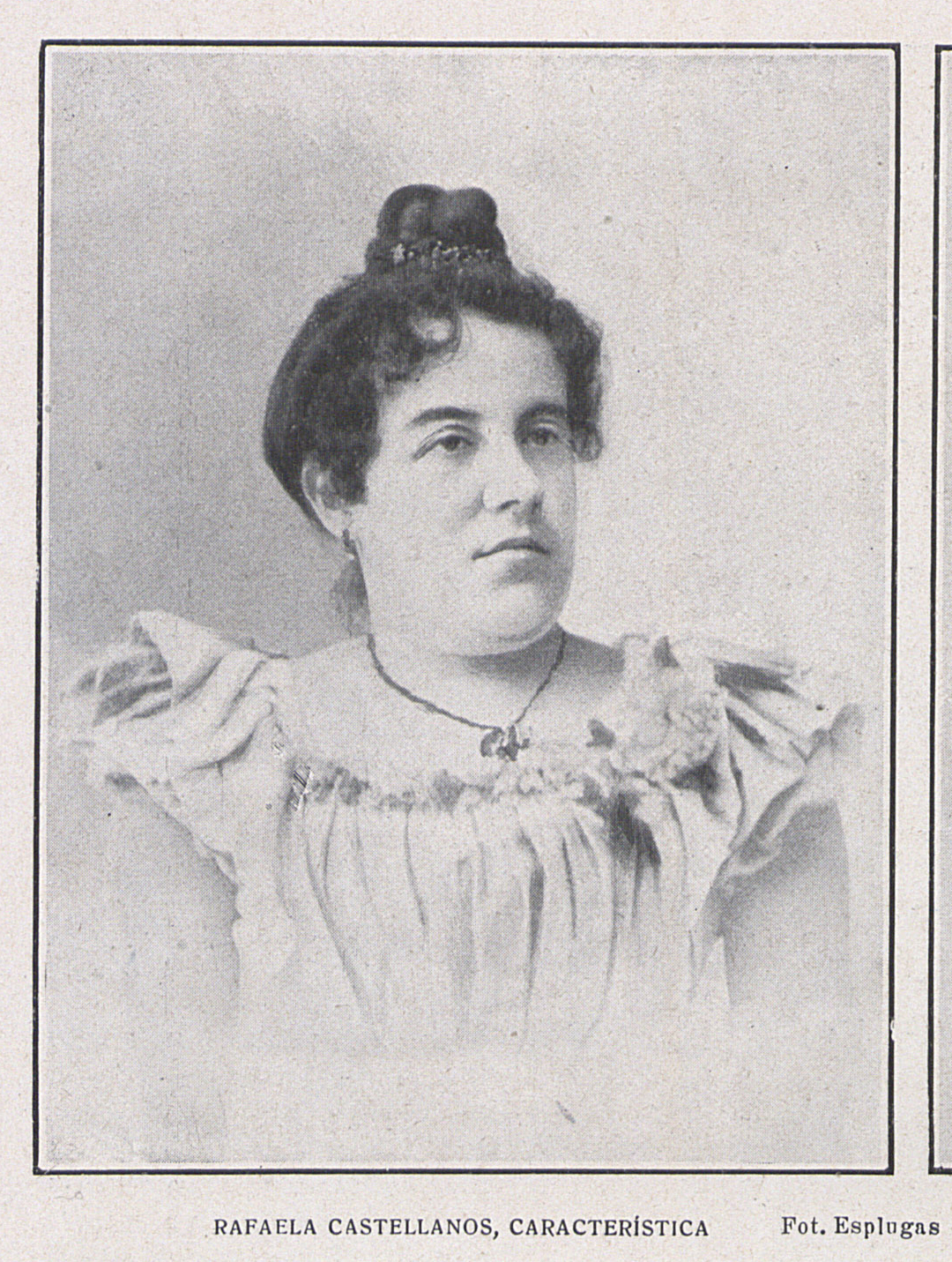
L'actrice Rafaela Castellanos (photographie publiée dans la revue El Teatro, septembre 1904).
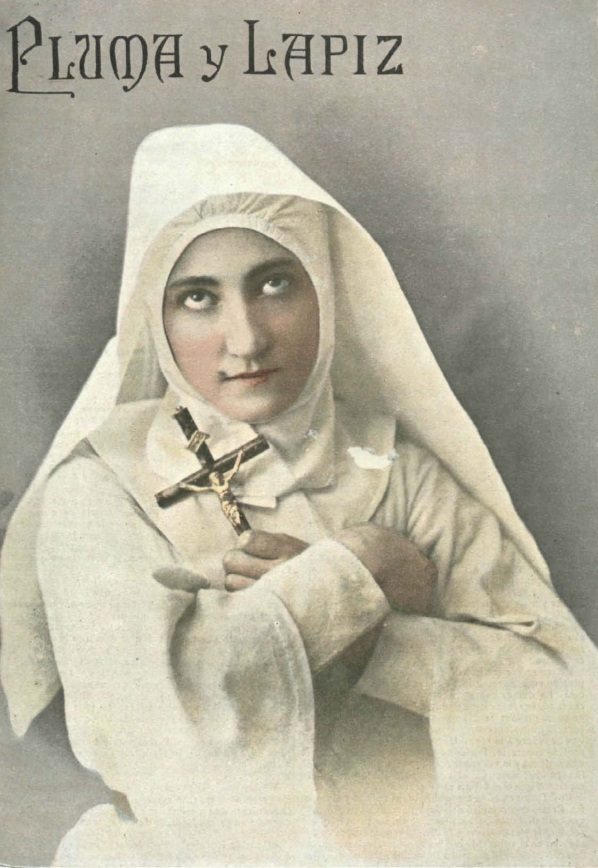
Carmen Cobeña dans la comédie La Loca de la Casa, photographie publiée dans la revue Pluma y Lápiz, no  49, 1901, p. 577.
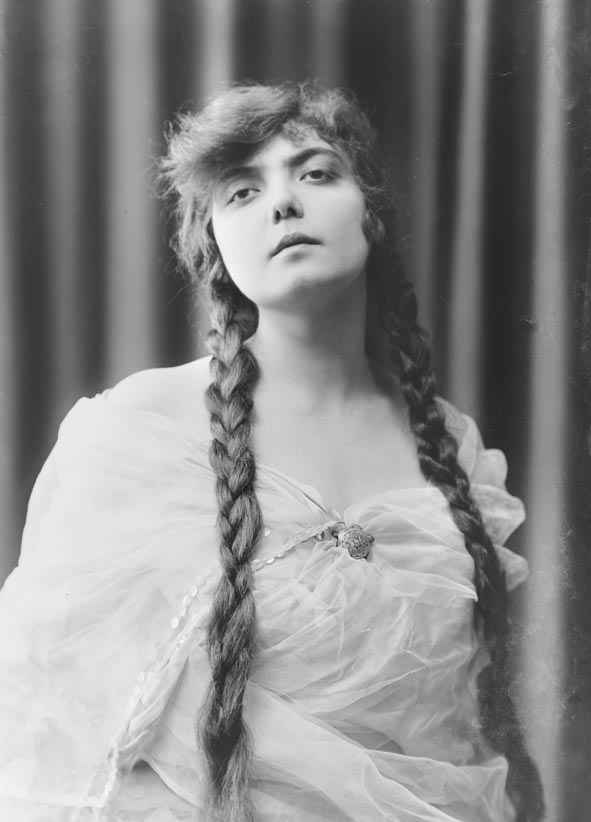
La mezzo-soprano espagnole Conchita Supervía, 1910-1920.
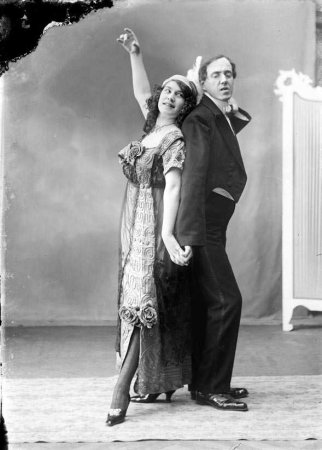
Le couple d'artistes catalans Rosa Hernáez i Esquirol et Josep Santpere i Pei dans l'opérette La casta Susana, 1911-1912.